# Zhang Jigang
Zhang Jigang (en chinois simplifié 张继钢, en chinois traditionnel 張繼鋼 et en pinyin Zhāng Jìgāng), né le 25 décembre 1958, est un chorégraphe chinois et lieutenant général dans l'Armée populaire de libération. Il est l'ancien directeur de l'ensemble de danse et de chants de l'armée chinoise. Zhang Jigang a atteint le plus haut grade d'un officier non combattant en Chine.
Il est, avec le réalisateur Zhang Yimou, codirecteur des cérémonies d'ouverture et de clôture des Jeux olympiques d'été de 2008 à Pékin.